# Краснозобый конёк
Краснозобый конёк (лат. Anthus cervinus) — вид птиц из семейства трясогузковых.

## Описание
Краснозобый конёк имеет длину от 14 до 15 см, размером с лугового конька. Основной цвет верхней стороны коричневый. Верх головы и спина тёмные с продольными полосами, гузка с тёмными пестринами. У взрослых птиц рыжевато-коричневое горло, у некоторых птиц красноватый рисунок имеется также на груди и по бокам. Красная окраска горла сохраняется также в зимнем наряде. Остальная нижняя сторона желтовато-белая, грудь и бока имеют чёрного цвета крапины. У молодых птиц в первую зиму горло также белое. От других коньков отличается белыми надбровьями, тонким белым глазным кольцом, светлыми краями перьев и белёсыми полосами на спине.

## Вокализация
Пение происходит преимущественно во время полёта, реже и тогда короче на земле или на ветвях. Оно состоит из начальной последовательности звуков, которая напоминает пение лесного конька, затем следуют трели или строчащие звуки и в конце часто следуют трещащий звук. Пение звучит примерно как «тсиви-тсиви-тсиви-тсиви-висс-висс-висс-твисс-висс-висс-цирр». Часто кричат сначала резко, а затем растянуто «псии» или «ции». Крик в полёте — тихое «чуп».

## Распространение
Область распространения краснозобого конька охватывает северную тайгу и тундру в Евразии от Скандинавии вплоть до Чукотского полуострова, а также западное побережье Аляски. Он заселяет, прежде всего, открытые болотистые низменности с кустарниками лиственного леса, в тайге также открытые болота. 

## Размножение
Гнездо строится на земле в растительности. Откладывание яиц происходит не раньше чем в конце мая — начале июня. Кладка состоит из 4-7, чаще из 5-6 яиц. Период инкубации продолжается 10-13 дней. Высиживает кладку только самка, которую в этот период времени кормит самец. Молодые птицы становятся самостоятельными через 9-14 дней.